# Alidada

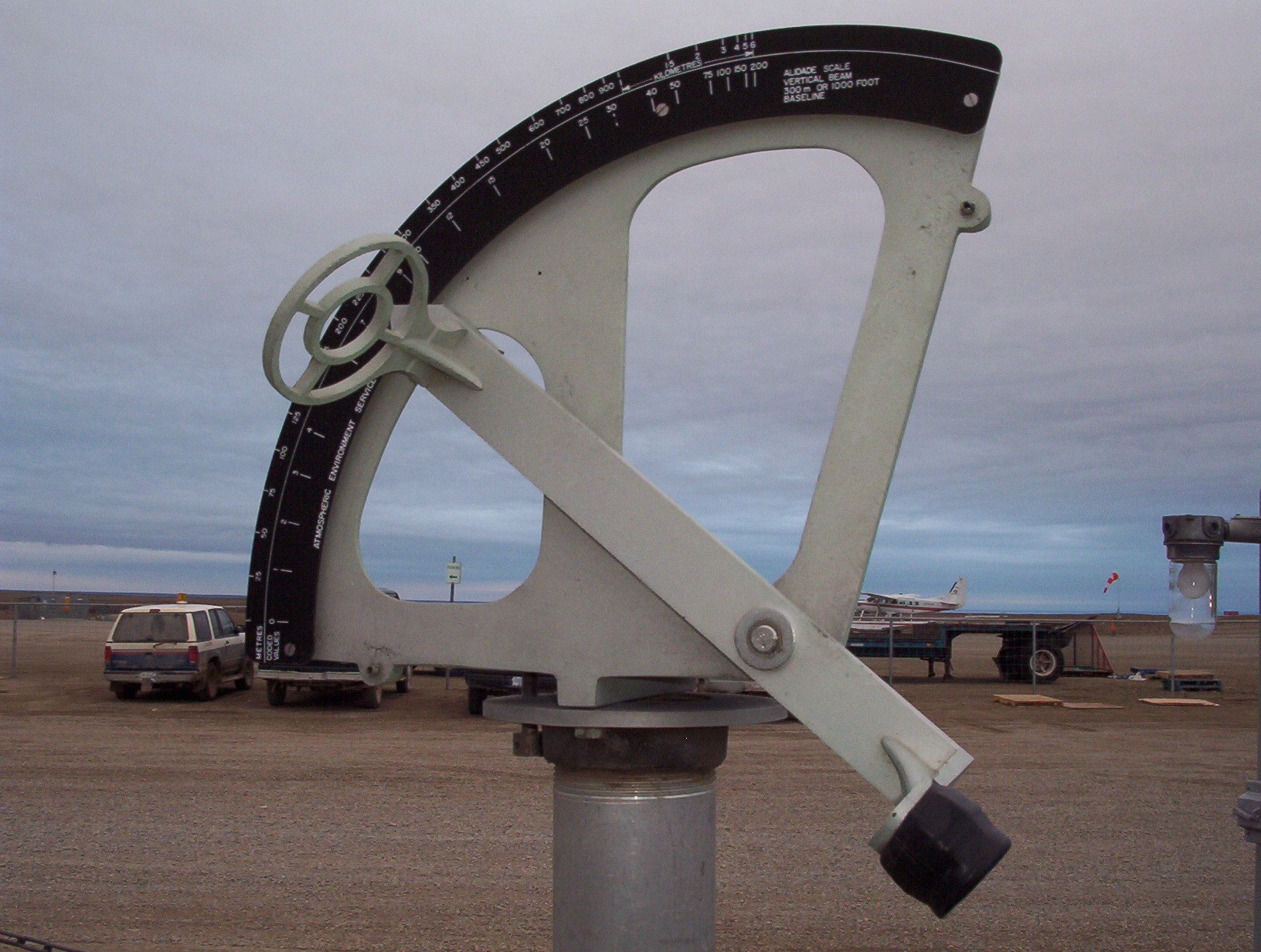
Alidada.

Una alidada o dioptra es una regla que puede girar alrededor del eje vertical u horizontal de un instrumento para medir ángulos.
Esta regla está equipada con un sistema de mira que puede ser un anteojo o una pínula en cada extremo.
Es un dispositivo que permite avistar un objeto distante y utilizar la línea de visión para realizar una tarea. Esta tarea puede consistir, por ejemplo, en triangular un mapa a escala in situ utilizando un dibujo de plancheta de líneas de intersección en la dirección del objeto a partir de dos o más puntos o medir el ángulo y la distancia horizontal al objeto a partir de la medida polar de algún punto de referencia. Los ángulos medidos pueden ser horizontales, verticales o en cualquier plano elegido. La alidada se utiliza en obras públicas y en navegación para orientarse, o en artillería para fijar el eje del cañón del arma.
La regla de la alidada formaba parte originalmente de muchos tipos de instrumentos científicos y astronómicos. En una época, algunas alidadas, especialmente las que utilizaban graduaciones circulares como en los astrolabios, también eran llamadas «dioptras» o «dioptrías». Con la tecnología moderna, el nombre se aplica a instrumentos completos, como la «alidada de plancheta».

## Orígenes

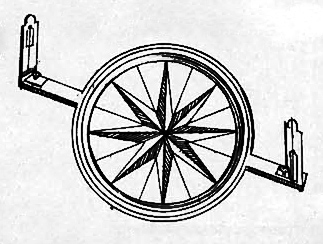
Ejemplo de una alidada en un circumferentor. Tomado de la Table of Surveying Cyclopaedia, volume 2, 1728.

La palabra árabe (الحلقة العضدية al-ḥilqa al-ʿaḍudiyya, ‘la regla’) designa a este dispositivo. En griego se le denomina δίοπτρα [díoptra], y en latín, linea fiduciae (‘línea fiducial’).
Para apuntar a una estrella, basta materializar un rayo cuando llega: la línea así trazada es una alidada. Hiparco (190-120 a. C.) mejoró su precisión usando pínulas.
Históricamente ―antes de la invención del telescopio en 1609, y su uso por Galileo (1464-1542) en astronomía en 1610― se usaban pínulas alidadas: Tycho Brahe (1446-1501) es sin duda el último y uno de los más grandes observadores del cielo con la alidada pinnae; logró dar una precisión del orden de un minuto de ángulo.
El ocular de Christiaan Huygens, con su retícula, representa un progreso inmenso; luego Adrien Auzout (1622-1691) permitirá, mediante su inteligente ajuste del micrómetro con alambres ajustables, alcanzar los segundos de arco: la precisión está entonces limitada por motas (speckle en inglés), explicadas por motas de interferometría, y no por difracción de Airy.
Es posible eliminar este efecto si se coloca el instrumento en órbita, en un satélite artificial. La misión Hipparcos midió los ángulos con una precisión de milisegundo de arco.
Las alidadas más antiguas consistían en una barra, varilla o componente similar con una paleta en cada extremo. Cada paleta (también llamada pinnule o pinule) tiene un orificio, ranura u otro indicador a través del cual se puede ver un objeto distante. También puede haber un puntero o punteros en la alidada para indicar una posición en una escala. Las alidadas estaban hechas de madera, marfil, latón y otros materiales.

## Alidadas antiguas.

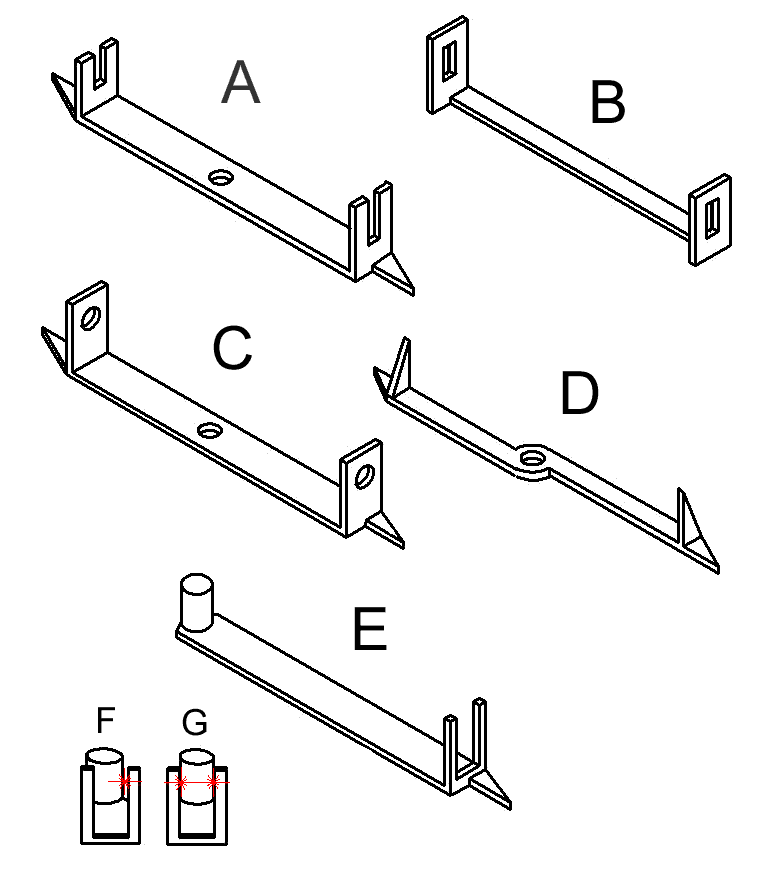
Varios ejemplos de tipos de alidada.de astrolabio.

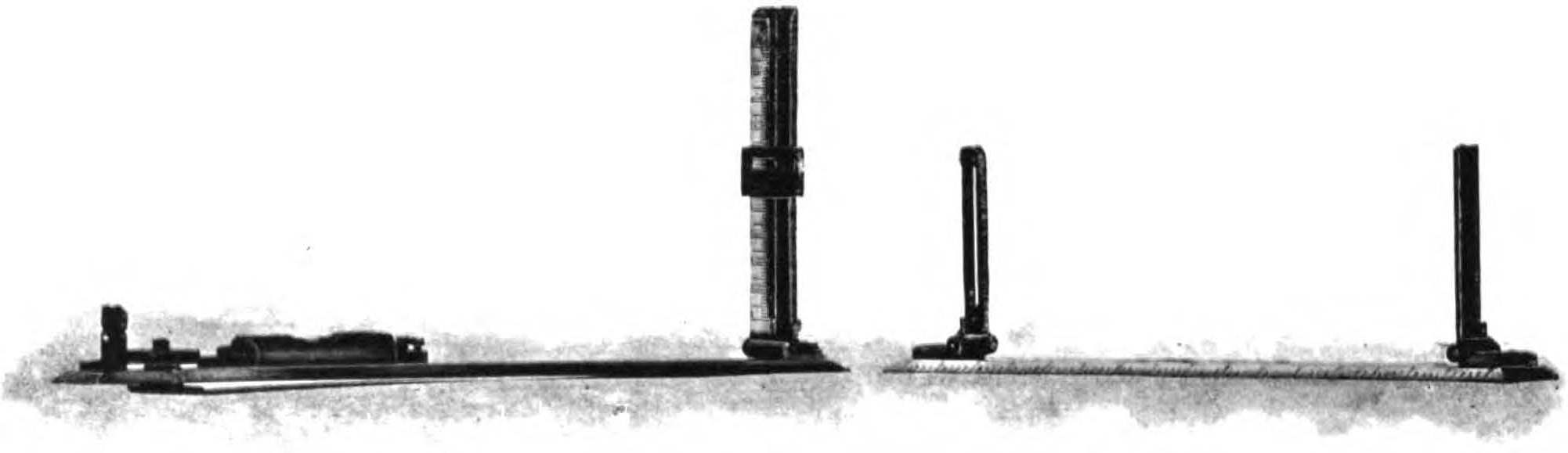
Alidada de mesa plana transversal, c. 1898

La figura de la izquierda contiene dibujos que intentan mostrar las formas generales de diversas alidadas que se pueden encontrar en muchos instrumentos antiguos. Las alidadas de este tipo podrían ser mucho más decorativas, revelando tanto el talento artístico del creador como sus habilidadas técnicas. En la terminología de la época, se llama borde fiducial al borde de una alidada en el que se lee una escala o se traza una línea.
Alidada B en el diagrama muestra una barra plana recta con una paleta en cada extremo. No se utilizan punteros. Las paletas no están centradas en la barra sino desplazadas de modo que la línea de visión coincida con el borde de la barra.
Las paletas tienen un orificio rectangular en cada una con un alambre fino sostenido verticalmente en la abertura. Para usar la alidada, el usuario mira un objeto y lo alinea con los cables en cada paleta. Este tipo de alidada podría encontrarse en una mesa plana, grafómetro o instrumento similar.
Las Alidadas A y C son similares a las B pero tienen una hendidura o un orificio circular sin alambre. En el diagrama, las aberturas tienen un tamaño exagerado para mostrar la forma; serían más pequeños en una alidada real, tal vez 2 mm aproximadamente de ancho. Uno puede mirar a través de las aberturas y alinearlas con el objeto de interés en la distancia. Con una abertura pequeña, el error al observar el objeto es pequeño. Sin embargo, si se observa un objeto tenue, como una estrella, a través de un pequeño agujero, la imagen es difícil de ver.
Este formulario se muestra en el diagrama con punteros. Estos se pueden utilizar para leer un ángulo en una escala grabada alrededor del borde exterior (o extremidad ) del instrumento. Las alidadas de esta forma se encuentran en astrolabios, astrolabios de marinero e instrumentos similares.
Alidada D tiene paletas sin aberturas. En este caso, se observa el objeto y se gira la alidada hasta que las dos paletas opuestas eclipsan simultáneamente el objeto. Con habilidad, este tipo de alidada puede producir medidas muy precisas. En este ejemplo, se muestran punteros.
Alidada E es una representación de un diseño muy interesante de Johannes Hevelius. Hevelius siguió los pasos de Tycho Brahe y catalogó las posiciones de las estrellas con gran precisión. Tenía acceso a las miras telescópicas que utilizaban los astrónomos en otros países, sin embargo, optó por utilizar observaciones a simple vista para sus instrumentos posicionales. Debido al diseño de sus instrumentos y las alidadas, así como a su diligente práctica, logró dar medidas muy precisas.
El diseño de Hevelius  presentaba un punto de pivote con un cilindro vertical y una veleta en el extremo del observador. La paleta tenía dos ranuras estrechas que estaban espaciadas exactamente a la misma distancia que el diámetro del cilindro (en el diagrama, la porción de la paleta entre las ranuras se ha eliminado para mayor claridad; los bordes izquierdo y derecho de la abertura representan las ranuras). Si el observador podía ver una estrella en un solo lado del cilindro, como se ve en F, la alineación estaba equivocada. Moviendo con cuidado la paleta para que la estrella apenas pudiera verse a ambos lados del cilindro ( G ), la alidada se alineó con la posición de la estrella. Esto no se puede utilizar con un objeto ubicado muy cerca. Una estrella, al estar tan alejada que no presenta paralaje a simple vista, sería observable como fuente puntual simultáneamente en ambos lados.

## Alidadas modernas

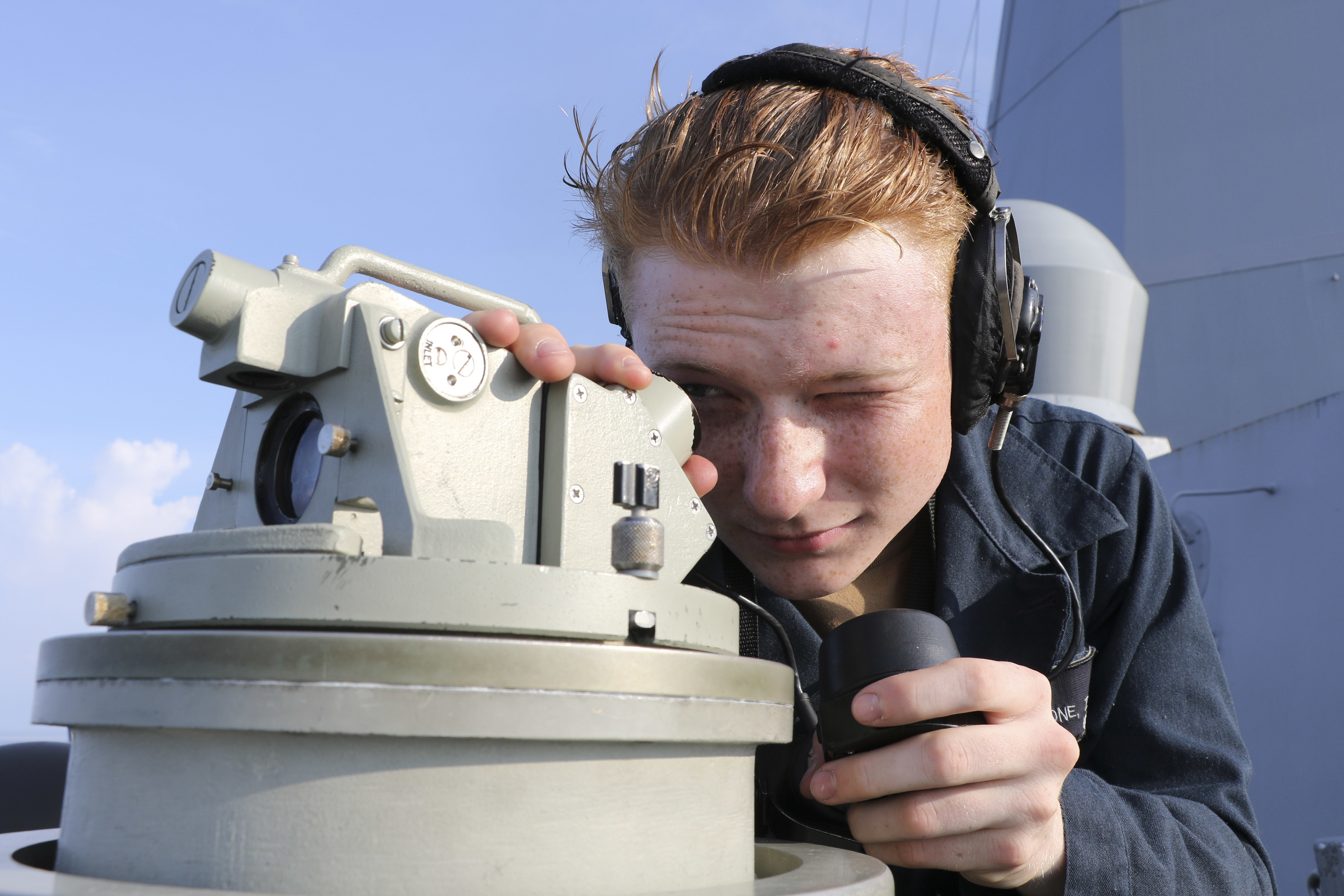
Un marinero de la Marina de los EE. UU. utilizando una alidada telescópica.

En los teodolitos, se denomina alidada a la parte del teodolito que se encuentra instalada sobre el limbo.
Es la parte que gira sobre el eje vertical, que lleva el eje horizontal alrededor del cual el telescopio (o visor, en los primeros instrumentos sin telescopio) gira hacia arriba o hacia abajo.y tiene dos estructuras llamadas «montantes» que sirven de apoyo al anteojo. En algunos modelos de teodolitos, el nivel tubular se encuentra en la parte central de la alidada.

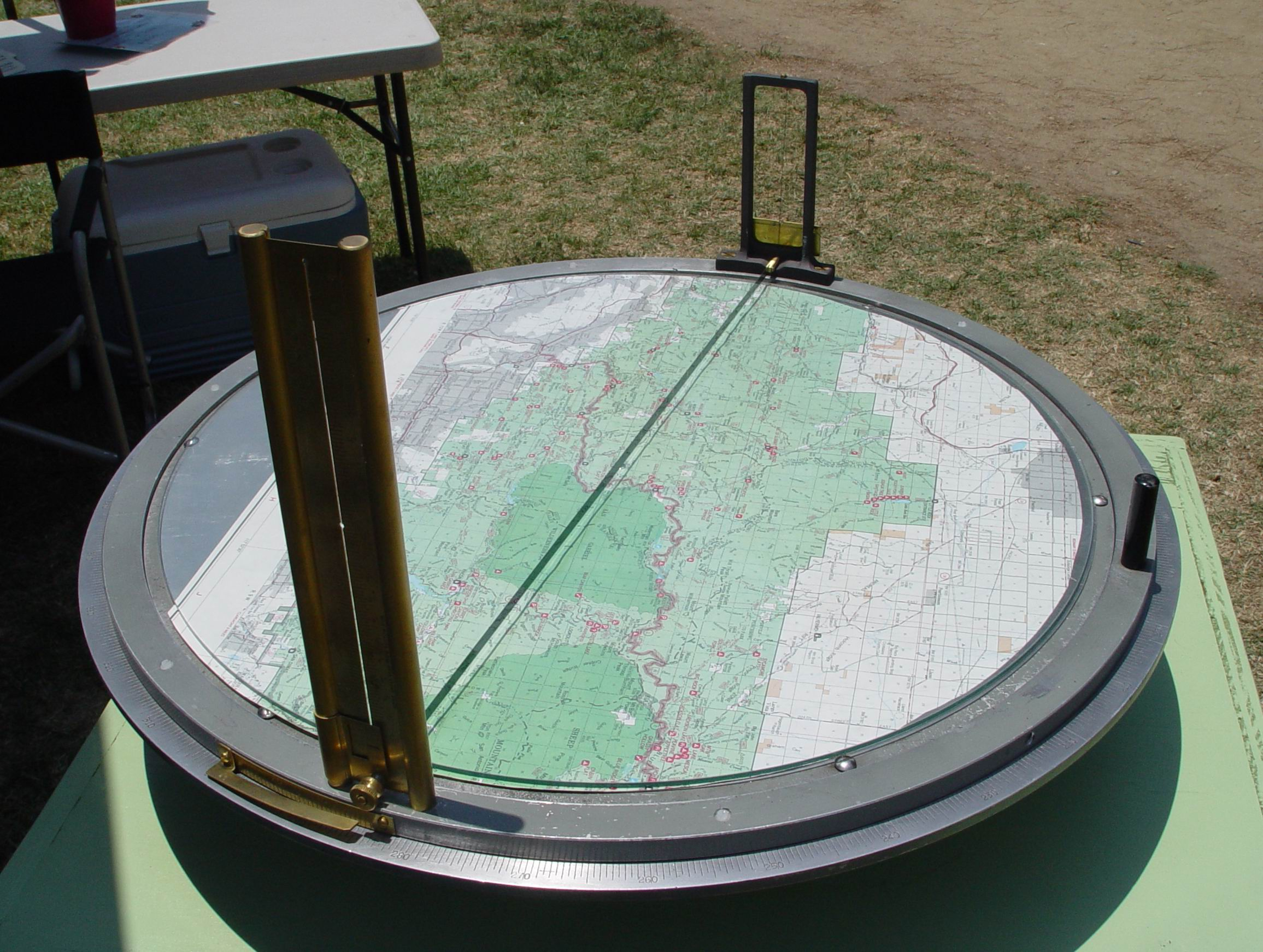
Una mesa/alidada Osborne Fire Finder utilizado en torres de vigilancia contra incendios.

En un sextante u octante, la alidada es el brazo giratorio que lleva un espejo y un índice de un círculo graduado en un plano vertical. Hoy en día se le llama más comúnmente "brazo índice".
La mesa/alidada también se utiliza desde hace mucho tiempo en torres de bomberos para observar la orientación en caso de incendio forestal. Un mapa topográfico del área local, con una escala adecuada, se orienta, centra y se monta permanentemente sobre una mesa circular nivelada rodeada por un arco calibrado al norte verdadero del mapa y graduado en grados (y fracciones) de arco. Dos mirillas verticales están dispuestas una frente a otra y pueden girarse a lo largo del arco graduado de la mesa horizontal. Para determinar la orientación de un incendio sospechoso, el usuario mira a través de las dos miras y las ajusta hasta que estén alineadas con la fuente del humo 

## Partes de una alidada

### Montante izquierda
En ella se encuentra el círculo graduado (o limbo) vertical, fabricado de diferentes materiales de acuerdo a la marca.
En los teodolitos electrónicos no se sabe dónde está este círculo.

### Montante derecha
En ella se encuentra el tornillo de sujeción del anteojo.

### Anteojo
El anteojo es el sistema óptico que permite al operador ver a largas distancia, además de tener otros aditamentos que permiten realizar la taquimetría. En algunos teodolitos, el aumento del anteojo permite ver jalones ubicados a distancias del orden de 30 km.
Los anteojos incorporan internamente una retícula destinada a fijar con precisión su giro, apuntándolo al elemento cuya ubicación se pretende determinar.